# Umaid Bhawan-paleis
Het Umaid Bhawan-paleis is een van de grootste paleizen ter wereld. Het staat op een heuvel bij de Indiase stad Jodhpur. Dit in zandsteen opgetrokken paleis werd ontworpen door de Britse architect Henry Vaughan Lanchester. In het bouwwerk worden art deco, renaissance en Oosterse bouwstijlen gecombineerd.
Het paleis wordt nog steeds bewoond door de Maharadjafamilie van Jodhpur. Het grootste deel van het paleis is echter in gebruik als hotel van de keten Taj Hotels. Het heeft 347 kamers en heeft een tuin van rond de tien hectare. Ook is een deel van het gebouw als museum ingericht.
Het paleis werd gebouwd in de periode van 1929 tot 1943 in opdracht van Maharaja Umaid Singh. Dit gebeurde nadat in de omgeving een hongersnood was uitgebroken. Mensen die aan de bouw meehielpen kregen in ruil te eten en zodoende werkten 5.000 mensen mee. In het gebouw is geen cement gebruikt. De steenblokken werden zo uitgehakt dat ze in elkaar geschoven konden worden.